# Los exitosos Pells (série télévisée, 2009)
Pour les articles homonymes, voir Los exitosos Pells.
Los exitosos Pells est une telenovela chilienne diffusée en 2009 par TVN.

## Distribution
- Ricardo Fernández - Martín Pells / Gonzalo Redolés
- Luz Valdivieso - Sol Costa
- Claudia Di Girólamo - Franca Andrade - Main Villain
- Sebastián Layseca - Tomás Aldunate
- Marcelo Alonso - Esteban Núñez
- Alfredo Castro - Guido Wedell - Villain
- Álvaro Espinoza - Diego Planes - Villain
- Paz Bascuñán - Daniela Caminero
- Roberto Farías - Sergio González
- Amparo Noguera - Liliana "Lily" Tokman
- Cristián Riquelme - Ignacio "Nacho" Estévez
- José Soza - Ricardo Catalano - Villano
- Francisco Medina - Charly Ubilla
- Adela Secall - Mimí Matte
- Rodrigo Pérez - Juan Lasalvia
- Óscar Hernández - Álvaro Primm

## Autres versions
- Los exitosos Pells (2008-2009), produit par Sebastián Ortega, Underground Contenidos et Endemol Argentina pour Telefe; avec Mike Amigorena et Carla Peterson.
- Los exitosos Pells (2009), produit par ZeppelinTV pour Cuatro; avec Miguel Barberá et Beatriz Segura.
- El exitoso licenciado Cardoso (2009-2010), produit par Ecuavisa.
- Los exitosos Pérez (2009-2010), réalisé par Benjamín Cann et Alejandro Gamboa, produit par José Alberto Castro pour Televisa; avec Jaime Camil, Ludwika Paleta, Verónica Castro et Rogelio Guerra.
- Los exitosos Gomes (2010), produit par Susana Bamonde pour Frecuencia Latina; avec Diego Bertie et Gianella Neyra.
- O Kyrios ka i Kyria Pels (2010).